# Puchar Finlandii w piłce siatkowej mężczyzn
Puchar Finlandii w piłce siatkowej mężczyzn – cykliczne krajowe rozgrywki sportowe organizowane corocznie od 1968 roku przez Fiński Związek Piłki Siatkowej (Suomen Lentopalloliitto) dla fińskich męskich klubów siatkarskich.
Pierwszym triumfatorem w rozgrywkach był klub Luolajan Kajastus.
W latach 1982–1985 drużyny w fazie finałowej rywalizowały w formie rozgrywek grupowych. W latach 1986–1989 rozgrywek o Puchar Finlandii nie organizowano. W 1993 roku finał rozgrywany był w formie dwumeczu. W 1998 i 1999 roku Puchar Finlandii zdobyła drużyna, która wygrała dwa mini-mecze finałowe (grane do dwóch wygranych setów).
W 2010 roku o Puchar Finlandii rywalizowały drużyny z niższych klas rozgrywkowych, natomiast zespoły z najwyższej klasy rozgrywkowej walczyły o Puchar Ligi Fińskiej.

## Triumfatorzy
| Sezon     | Miejsce finału | Zdobywca pucharu       | Finalista              | Wynik finału                                                        |
| --------- | -------------- | ---------------------- | ---------------------- | ------------------------------------------------------------------- |
| 1968      |                | Luolajan Kajastus      | Johanneksen Pojat      | 3:0 (16:14, 15:10, 16:14)                                           |
| 1969      |                | Luolajan Kajastus      | Kuopion NMKYU          | 3:2 (15:11, 13:15, 14:16, 15:10, 15:12)                             |
| 1970      |                | Karhulan Rateko        | Kuopion NMKYU          | 3:0 (15:9, 16:14, 15:4)                                             |
| 1971      |                | Helsingin Elite        | Luolajan Kajastus      | 3:1 (15:2, 15:3, 11:15, 15:11)                                      |
| 1972      |                | Luolajan Kajastus      | Kuopion NMKYU          | 3:2 (7:15, 14:16, 15:5, 15:11, 15:13)                               |
| 1973      |                | Porin Pyrintö          | Johanneksen Pojat      | 3:0 (15:11, 15:8, 15:6)                                             |
| 1974      |                | Pieksämäen NMKY        | Raision Loimu          | 3:0 (15:6, 15:12, 15:7)                                             |
| 1975      |                | Pieksämäen NMKY        | Luolajan Kajastus      | 3:0 (15:9, 15:10, 15:13)                                            |
| 1976      |                | Pieksämäen NMKY        | Rantaperkiön Isku      | 3:0 (15:5, 15:7, 15:13)                                             |
| 1977      |                | Lautta-Pojat           | Järvenpään Palo        | 3:0 (15:4, 15:8, 15:6)                                              |
| 1978      |                | Pieksämäen NMKY        | Lautta-Pojat           | 3:0 (15:9, 15:7, 15:5)                                              |
| 1979      |                | Pieksämäen NMKY        | Salon Viesti           | 3:1 (16:14, 15:7, 2:15, 15:10)                                      |
| 1980      |                | Pieksämäen NMKY        | Raision Loimu          | 3:1 (15:5, 15:13, 10:15, 15:8)                                      |
| 1981      |                | Pieksämäen NMKY        | Raision Loimu          | 3:1 (9:15, 15:11, 15:1, 15:13)                                      |
| 1982      |                | Rantaperkiön Isku      | Salon Viesti           | brak jednego meczu                                                  |
| 1983      |                | Poliisien Palloseura   | Pieksämäen NMKY        | brak jednego meczu                                                  |
| 1984      |                | Pieksämäen NMKY        | Rantaperkiön Isku      | brak jednego meczu                                                  |
| 1985      |                | Seinäjoen Maila-Jussit | Pieksämäen NMKY        | brak jednego meczu                                                  |
| 1986-1989 |                |                        |                        |                                                                     |
| 1990      |                | KuPS-Volley Kuopio     | Varkauden Tarmo        | 3:1 (15:0, 17:15, 4:15, 15:9)                                       |
| 1991      |                | KuPS-Volley Kuopio     | Tampereen Isku-Volley  | 3:0 (15:7, 15:5, 15:8)                                              |
| 1992      |                | KuPS-Volley Kuopio     | Kuopion Pallavolo      | 3:1 (13:15, 15:13, 15:12, 15:7)                                     |
| 1993      |                | KuPS-Volley Kuopio     | Tampereen Isku-Volley  | 3:2 (15:3, 9:15, 15:10, 10:15, 15:11) 3:1 (15:1, 15:8, 13:15, 15:4) |
| 1994      |                | KuPS-Volley Kuopio     | Tampereen Isku-Volley  | 3:1 (15:6, 11:15, 15:10, 15:11)                                     |
| 1995      |                | KuPS-Volley Kuopio     | Tampereen Isku-Volley  | 3:2 (15:5, 14:16, 16:14, 16:17, 15:9)                               |
| 1996      |                | PPS Espoo              | Tampereen Isku-Volley  | 3:2 (16:14, 7:15, 11:15, 15:13, 15:9)                               |
| 1997      |                | Keski-Savon Pateri     | KuPS-Volley Kuopio     | 3:0 (15:6, 15:5, 15:12)                                             |
| 1998      |                | KuPS-Volley Kuopio     | Keski-Savon Pateri     | 2:1 (18:25, 28:26, 7:4) 2:1 (16:25, 25:16, 11:9)                    |
| 1999      |                | Keski-Savon Pateri     | KuPS-Volley Kuopio     | 2:1 (21:16, 19:21, 7:5) 2:0 (21:14, 21:12)                          |
| 2000      |                | KuPS-Volley Kuopio     | Keski-Savon Pateri     | 3:0 (25:20, 25:19, 25:19)                                           |
| 2001      |                | Tampereen Isku-Volley  | Salon Piivolley        | 3:0 (25:18, 25:16, 25:17)                                           |
| 2002      |                | Tampereen Isku-Volley  | Perungan Pojat         | 3:1 (29:27, 25:27, 27:25, 25:19)                                    |
| 2003      |                | Salon Piivolley        | Perungan Pojat         | 3:2 (25:21, 20:25, 25:20, 27:29, 17:15)                             |
| 2004      |                | Raision Loimu          | Salon Piivolley        | 3:1 (17:25, 25:23, 25:13, 25:21)                                    |
| 2005      |                | Napapiirin Palloketut  | Raision Loimu          | 3:1 (12:25, 25:18, 25:21, 25:18)                                    |
| 2006      |                | Pielaveden Sampo       | Salon Piivolley        | 3:1 (23:25, 25:19, 25:23, 25:17)                                    |
| 2007      |                | Pielaveden Sampo       | Salon Piivolley        | 3:1 (25:22, 25:21, 24:26, 25:17)                                    |
| 2008      |                | Pielaveden Sampo       | Tampereen Isku-Volley  | 3:0 (25:17, 25:22, 25:17)                                           |
| 2009      |                | Sun Volley Oulu        | Perungan Pojat         | 3:2 (21:25, 25:18, 25:23, 18:25, 15:10)                             |
| 2010      |                | Liedon Parma           | Haukivuoren Kisailijat | 3:0 (25:17, 25:12, 25:21)                                           |
| 2011/2012 | Vantaa         | Tampereen Isku-Volley  | Team Lakkapää          | 3:0 (32:30, 25:14, 25:23)                                           |
| 2012/2013 | Vantaa         | Vammalan Lentopallo    | Pielaveden Sampo       | 3:1 (25:21, 25:20, 17:25, 25:21)                                    |
| 2013/2014 | Vantaa         | Kokkolan Tiikerit      | Vammalan Lentopallo    | 3:1 (23:25, 28:26, 25:17, 25:22)                                    |
| 2014/2015 | Hämeenlinna    | Kokkolan Tiikerit      | Vammalan Lentopallo    | 3:1 (25:20, 22:25, 25:10, 25:21)                                    |
| 2015/2016 | Hämeenlinna    | Kokkolan Tiikerit      | Hurrikaani-Loimaa      | 3:1 (22:25, 25:23, 25:19, 25:22)                                    |
| 2017      | Hämeenlinna    | Vammalan Lentopallo    | Pielaveden Sampo       | 3:1 (21:25, 25:16, 25:20, 25:18)                                    |
| 2017/2018 | Turku          | Vammalan Lentopallo    | Hurrikaani-Loimaa      | 3:0 (25:20, 25:21, 25:18)                                           |
| 2018/2019 | Turku          | Vammalan Lentopallo    | Hurrikaani-Loimaa      | 3:1 (27:25, 24:26, 25:20, 25:23)                                    |
| 2019/2020 | Tampere        | Vammalan Lentopallo    | Savo Volley            | 3:0 (25:22, 25:22, 25:12)                                           |
| 2020/2021 | Tampere        | Vammalan Lentopallo    | Hurrikaani-Loimaa      | 3:1 (25:21, 25:21, 23:25, 30:28)                                    |
| 2021/2022 | Tampere        | Savo Volley            | Kokkolan Tiikerit      | 3:0 (25:18, 25:18, 25:19)                                           |
| 2022/2023 | Tampere        | Vammalan Lentopallo    | Akaa-Volley            | 3:0 (25:14, 25:19, 25:20)                                           |
| 2023/2024 | Turku          | Savo Volley            | Raision Loimu          | 3:0 (25:22, 25:17, 25:18)                                           |
| 2024/2025 | Turku          | Akaa-Volley            | Hurrikaani-Loimaa      | 3:1 (22:25, 25:22, 25:18, 25:20)                                    |

### Puchar Ligi Fińskiej
| Sezon | Miejsce finału | Zdobywca pucharu | Finalista        | Wynik finału                     |
| ----- | -------------- | ---------------- | ---------------- | -------------------------------- |
| 2010  | Salo           | Team Lakkapää    | Pielaveden Sampo | 3:1 (18:25, 25:21, 25:17, 25:23) |